# Explosion du 25 septembre 2023 à Berkadzor
 (septembre 2023).
L'explosion du 25 septembre 2023 à Berkadzor est survenue le 25 septembre 2023, vers 19 h (UTC+4), lorsqu'une explosion dans une station-service de Berkadzor, près de Stepanakert, dans la région contestée du Haut-Karabakh, a entraîné la mort d'au moins 220 personnes et blessée 300 autres,.

## Explosion
L'explosion a coïncidé avec l'exode (en) de plus de 28 000 Arméniens de la région à la suite d'une offensive militaire à grande échelle lancée par l'Azerbaïdjan contre l'État sécessionniste autoproclamé une semaine plus tôt. Le nombre de personnes cherchant à quitter la région a conduit à une saturation des stations-service. Au moment de l'explosion, des centaines de personnes étaient rassemblées à la station.

## Réactions
À la suite de l'explosion, les hôpitaux locaux en Azerbaïdjan ont été préparés et les négociations ont commencé pour évacuer les blessés. Les représentants des résidents arméniens du Karabakh ont décliné la proposition.
Adrienne Watson, porte-parole du Conseil de sécurité nationale des États-Unis, a présenté ses condoléances aux victimes et a insisté sur la nécessité d'un accès humanitaire à la région.